# Rataie
Rataie (mal. Kampong Rataie) – wieś w mukimie Bukok w dystrykcie Temburong we wschodnim Brunei. Położona jest na wschód od Bukok.
We wsi w marcu 2011 roku ruszyła budowa szkoły podstawowej. Otwarta została w 2013 roku.